# Lograto
Lograto (Logràt in dialetto bresciano) è un comune italiano di 3 822 abitanti della provincia di Brescia, in Lombardia, nella pianura occidentale.

## Geografia fisica
Il comune di Lograto si estende a sud-ovest rispetto a Brescia, lungo l'ex strada statale 235, ed ha una superficie di 12,1 chilometri quadrati.
L'altitudine è compresa fra i 101 e i 123 m s.l.m..

## Storia
Il ritrovamento di numerose epigrafi, trascritte per primo da Taddeo Solazio, e di frammenti di sculture, attesta le origini romane del luogo.
Nel Cinquecento, Michele Ferrarini fece degli studi epigrafici che regalò al suo tempo, nel castello del paese, l'esistenza di alcuni fasci littori con foglie d'alloro e di una scultura romana (un giovane a mezzo busto). Una grossa pietra in località Cascina Pieve ricorda la prima chiesa di Lograto, che era dedicata a San Pietro ed è citata in un decreto imperiale di Enrico III del 1053.
Nel 1610 Giovanni da Lezze vi contava 500 abitanti. All'epoca avevano molti beni in zona i Calini, un antenato dei quali, Vincenzo (nato nel 1503), aveva tenuto una piccola corte con 34 persone al suo servizio e una scuderia con venti cavalli.

### Simboli
(D.P.R. del 15 ottobre 1986)
Il gonfalone è un drappo troncato di giallo e di azzurro.

## Monumenti e luoghi d'interesse

### Villa Morando
Già Calini, è sede del municipio.
Nella seconda metà del settecento, vennero probabilmente aggiunti parlari architettonici ed estetici tipici dell'epoca. La costruzione è infatti il risultato di ingrandimenti e abbellimenti di edifici precedenti appartenuti ai nobili Calini.
Il parco in fronte alla splendida villa è aperto al pubblico con un viale di circa 300 metri su cui sono presenti sei statue in arenaria per lato con una fontana circolare posta al centro del viale.

### Castello Morando
Fu dimora degli Emili. La parte centrale è in stile settecentesco e nell'interno i soffitti sono decorati.
L'edificio fu trasformato nel 1905-08, aggiungendo merlature e torrette in cotto.

## Società

### Evoluzione demografica
Abitanti censiti

### Lingue e dialetti
Nel territorio di Lograto, accanto all'italiano, è parlata la lingua lombarda prevalentemente nella sua variante di dialetto bresciano.

## Economia
Risultano insistere sul territorio del comune 81 attività industriali con 358 addetti pari al 43,03% della forza lavoro occupata, 58 attività di servizio con 140 addetti pari al 6,97% della forza lavoro occupata, altre 66 attività di servizio con 246 addetti pari al 16,83% della forza lavoro occupata e 22 attività amministrative con 77 addetti pari al 7,93% della forza lavoro occupata.
Risultano occupati complessivamente 832 individui, pari al 28,62% del numero complessivo di abitanti del comune.

## Infrastrutture e trasporti
Fra il 1928 e il 1950 Lograto era servita da una stazione posta lungo la tranvia Brescia-Soncino.

## Amministrazione
| Periodo | Periodo | Primo cittadino  | Partito | Carica  | Note   |
| ------- | ------- | ---------------- | ------- | ------- | ------ |
| 1970    | 1980    | Andrea Lepidi    | DC      | Sindaco | [ 9 ]  |
| 1980    | 1990    | Giovanni Gardoni | DC      | Sindaco | [ 10 ] |
| 1990    | 1995    | Elio Tomasoni    | DC      | Sindaco |        |

Di seguito l'elenco dei sindaci eletti direttamente dai cittadini (dal 1995):
| Periodo        | Periodo        | Primo cittadino | Partito                           | Carica  | Note          |
| -------------- | -------------- | --------------- | --------------------------------- | ------- | ------------- |
| 24 aprile 1995 | 14 giugno 1999 | Elio Tomasoni   | PPI                               | Sindaco |               |
| 14 giugno 1999 | 8 giugno 2009  | Giuseppe Magri  | lista civica di centro-sinistra   | Sindaco | [ 11 ] [ 12 ] |
| 8 giugno 2009  | 26 maggio 2014 | Alberto Mezzana | Il Popolo della Libertà-Lega Nord | Sindaco | [ 13 ]        |
| 26 maggio 2014 | in carica      | Gianandrea Telò | lista civica di centro-sinistra   | Sindaco |               |

## Sport
- Pallacanestro: la squadra del paese è denominata Team 75 Lograto e milita nel campionato di Seconda Divisione. Pietro Aradori vi intraprese l'inizio della sua carriera.
- Calcio: l'Associazione Calcistica Oratorio Lograto, ora in seconda categoria, in passato ha anche militato nel campionato d'Eccellenza.Oltre alla squadra dell'oratorio è presente anche un'altra squadra, si tratta infatti del FC Lograto fondata nel 2011 e ora sciolta.
- Ginnastica artistica: la società Estate '83, che compete nel campionato di Serie A1, ha sede a Lograto.
- A Lograto vi è nato l'allenatore ed ex calciatore Luigi Maifredi.